# 6%DOKIDOKI
6%DOKIDOKI (ロクパーセントドキドキ) は、原宿系ファッションブランドの1つである。
1995年に裏原宿のビルの3Fに、1990年代初頭から「カワイイ」を追究する増田セバスチャンの自己表現の場として開店した。後に原宿KAWAiiと呼ばれるようになる文化の中でも、青文字系の文化の直接的な起源となった。後に原宿に隣接した区域にある東京都渋谷区神宮前4-28-16 TX101ビル2Fに移転した。原宿を最も代表する店の1つとして認識されている。インターネット経由で世界的にも有名となった。
極端に度が過ぎた可愛さを追究する「Sensational Kawaii (センセーショナル・カワイイ)」をコンセプトに、アパレル、アクセサリーなどを販売。ジャパニーズ・ポップカルチャーの最先端として、ショップ以外にもショーやイベントなども開催する。

## プロデューサー
増田セバスチャン (アートディレクター、アーティスト)

## ショップ「6%DOKIDOKI」

### コンセプト、商品
ショップコンセプトは「センセーショナル・ラブリー(衝撃的な可愛さ)」。
1995年、海外のへんてこなおもちゃやクラブキッズの為のファッションアイテム、古着、モンド系グッズなどを中心に販売をスタート。
日本でも人気のキャラクターであるリサフランク、マイリトルポニー、ケアベア、ブライスなどをいち早く販売していた他、「各年の24時間テレビのTシャツを販売する」など、他店にはないセンスを展開。
カラフルな色使いが特徴で、その派手さからデコラやロリータ、ゴスロリなどのファッションと並べられることが多いが、あくまでもジャンル分けされないカワイイを追求する6%DOKIDOKIのスタイル、というスタンスである。(フェアリーファッションに関しては、名称は6%DOKIDOKIが名付け、提案したものだが、今は名乗っていない。流行を追うスタイルではないので、すぐに次の新しいものを探したくなるという)
商品＝作品という考えのため、オープン当初から商品やそのカラーバリエーションには独特な名称を付けている。さらにオリジナル商品には作品コンセプトが存在し、最近のブログでの新商品紹介では長いコンセプト文が添えられているものが多い。
店名は「ロクパー」「ロクドキ」などと略され、ショップのファンは「ドキドカーズ」と呼ばれることもある。

### 歴史
1995年開店当初は裏原宿のビルの3Fにあった。青山のclub Maniac Love でオープニングイベントを開催。
ショップが注目を浴び始めたのは、初のオリジナルアイテム・ブロック付きリストバンド発売した1996年。ソフィア・コッポラが訪れたのがきっかけで、この模様は当時の雑誌「Ｈ」に収録されている。それ以降、ファッションのジャンルで人気を集め、原宿から生まれたカラフルで独特なファッションはZipper、CUTiE、JUNIEなどのファッション雑誌で多く取り上げられるようになった。
1997年には、1Fガーデンスペースで劇団やアーティストとのコラボイベント、階段でギャラリースペースを展開。
1998年からは水野純子、ぴゅ～ぴる、ミヤタケイコ、宇山あゆみを始め、アーティストの作品とコラボレーションする「コンセプトショップシリーズ」をスタート。また、渋谷パルコクアトロ、新宿マルイワン、札幌アルタ、大阪シールド、名古屋生活創庫などにショップもしくはミニショップを展開。
1999年には森永製菓「チュッパチャップス」の懸賞プレゼントであるDJバッグをプロデュース。
2001年にはオリジナルブランド「miracle6」、漢字やハングルをモチーフにした「asian mix」、水野純子の雑貨ライン「mina」シリーズ販売。リサフランク正規取扱店になる。
2005年に3月に原宿本店を現在の場所(ビルの2F)へ移転し、文化発信の場としてリニューアルし、他店は全て閉店する。同時に3Fに「カワイイ」がコンセプトのギャラリー「LOV-LAB(ラブラブ／Lovelies Laboratory)」をオープン。それまでファッションとカルチャー、アートが同居していた店内を、2F(ファッション)、3F(カルチャー、アート)に分離させた。LOV-LABのオープニング展示である「What's is Lovely?」では宇山あゆみ、森三中の大島美幸＆鈴木おさむ、ピコピコ、ミヤタケイコ、ピュ～ぴる、水野純子、タケヤマ・ノリヤ、阿部サダヲが参加した。同年よりオリジナル舞台やイベントなどを積極的に行うようになる。
キャラクターとのコラボレーションも数々行なっており、2008年にはイベント「H.U.G.」がきっかけで、ペットワークスの人気ドールおでこちゃんとニッキとコラボレーションした「6%DOKIDOKIショップガールのおでこちゃんとニッキ」が非売品として特別製作。2010年には、渋谷パルコ「ポップルズの世界展」でインスタレーション作品「GIRLS in the Popples Room」展示。
2011年にはユニセックスライン「6%DOKIDOKI BOYFRIEND」発表し、2013年には「BEYOND THE KAWAII」をコンセプトに原宿店リニューアル。2017年からはIrregular Choice（UK）、Devilish（台湾）、Dollfille（US）といった海外ブランドの取扱いを開始。
2020年には、緊急事態宣言後、店舗存続のためのクラウドファンディングを立ち上げ。国内外合わせて500名以上もの支援が集まる。同時期に、海外向けECショップをリニューアルし、国内外のECショップか統一される。

### 店員「ショップガール」
2005年の移転とともに、通常のスタッフの他に6%DOKIDOKIのコンセプトを体現する店員としてショップガールが誕生。
ショップガールという名称は、実際にあった伝説のショップ「BIBA」に由来しており、ショップの商品を大量に身に付けたカラフルな彼女達は雑誌やTVなどに多く登場し、ショップに通う女の子達の憧れの存在となった。採用オーディションは随時行っているが、倍率は約200倍という難関。そのオーディションの様子はNHK「東京カワイイ★TV」で放映された。
2015年からはグローバル化対応のためバイリンガル以上の海外出身スタッフが原宿店に加入。

### コラボレーション
2000年：原宿のヘアサロン「GIRL LOVES BOY」とのコラボレーション商品販売。
2003年：読者モデル青木美沙子、関谷ミカ(敬称略)とのコラボレーション商品販売。
2010年：「ポップルズ」とのコラボレーション商品販売。
2012年：「マイリトルポニー」とコラボレーションポニーを制作。
2013年：B:MING LIFE STORE by BEAMSとファミリーライン「6%DOKIDOKI LIFE」。
2019年：CA4LA×6%DOKIDOKI コラボ商品販売。
2021年：25周年記念ドール PULLIP×6%DOKIDOK「DOKIDOKI」発売。

### イベント
国内外でさまざまなイベントを開催。2009年のワールドツアーを皮切りに、海外での活動が多くなる。
2005年：「フェアリージェネレーション」を開催。
6%DOKIDOKIファッション、メイクを学べる無料イベント。パジャマの女の子(一般公募の客)を6%DOKIDOKIファッションに変身するというストーリー仕立てのイベントで、変身した女の子は1日だけショップガールとして店頭に立った。
2006年：「フェアリージェネレーション2」開催。
「KERAインディヴィジュアル・ファッション・エキスポ2」にファッションショー参加。
2007年：「フェアリージェネレーション3」開催。
ファン感謝イベント「6%DOKIDOKI PARTY NIGHT!」を開催。
H.U.G. vol.0「ムーヴ！」にファッションショー参加。
2009年：ワールドツアー「Harajuku "Kawaii" Experience 2009 inアメリカ」開催。日本ポップカルチャー複合施設「NEW PEOPLE」にサンフランシスコ店を１ヶ月限定オープン。サンフランシスコ、ロサンジェルス、アトランタにてイベントを開催。
6%DOKIDOKIワールドツアー「Harajuku "Kawaii" Experience 2009 inヨーロッパ」開催。パリ、ロンドン、ベルリン、エッセンにてイベントを開催。
2010年：6%DOKIDOKIワールドツアー「Harajuku "Kawaii" Experience 2010」原宿、ロンドン、パリ、LA、サンフランシスコ。
2011年：6%DOKIDOKIワールドツアー「Harajuku "Kawaii" Experience 2011」、アメリカ・LAでイベント「Roots of kawaii」開催。
2012年：パリ「JAPAN EXPO」ゲスト出演(ポップアップショップ、ファッションショー)。
2013年：サンフランシスコ「J-POP SUMMIT FESTIVAL 2013」ゲスト出演。
2015年：ブルックリン「Waku Waku+NYC」ゲスト参加。
2017年：アメリカ シアトル「Sakura-con」ゲスト出演。
2018年：カナダ バンクーバー「Vancouverファッションウィーク」参加。
2019年：海外ツアー「New Kawaii Generation Tour」カナダで開催。モントリオール「OTAKUTHON」、トロント「JAPAN FESTIVAL」ゲスト出演。
2020年：増田セバスチャンと海外のKawaiiコミュニティとのオンライン対話「Kawaii Tribe Session」開始、コミュニティとの接続に協力。
オンラインパーティ「Harajuku Fashion Street Party by 6%DOKIDOKI」を月1開催。
「6%DOKIDOKI 25th Anniversary party」をKAWAII MONSTER CAFEで開催。
2021年：ロサンゼルス「Anime EXPO」オンラインファッションショー参加。ロンドン「Hyper Japan」オンラインファッションショー参加。
ほぼ日カルチャんで「増田セバスチャンと6%DOKIDOKI 1995→2021」ポップアップ開催
大阪でファッションショー「Colorful Riot」開催
2022年：10月28日～10月30日 米アトランタ「Anime Weekend Atlanta」ゲスト参加。COVID-19 時代以降初めてのフィジカルな海外イベントにて、ファッションショー・パネルトーク・ポップアップショップなどを開催。深夜に行われたRAVEイベントではDJとして増田セバスチャンが約5,000人の観客を沸かせ盛況を収める。
2023年：3月31日～4月2日 米ハワイ・ホノルル「Kawaii Kon」ゲスト参加。ファッションショー・パネルトーク・ポップアップショップなどを開催。

### オリジナル舞台ヴィジュアルショー
ヴィジュアルショーとは、6%DOKIDOKIのファッションを中心に、演劇とアートの要素を盛り込んだ舞台のことで、映像や音楽が絡み合う中、カワイイ女の子達(ショップガール、公募で選んだショーモデル)、着ぐるみモンスター、ストーリーテラーであるエンターテインナーが登場する。音楽と映像、ナレーションのみでストーリーは進行し、エンターテインナー以外セリフがないのが特徴。見た目の可愛さとは裏腹に、ダークで重いストーリーが展開する。
6%DOKIDOKIディレクターの増田セバスチャンが演出、脚本、音楽監修、振り付けなど全てを手掛ける。

#### 1stヴィジュアルショー「FAIRY TALE」
2005年12月に麻布ディプラッツで開催。「不思議の国のアリス」がモチーフ。1stのエンターテインナー役は福原充則(ピチチ5)。

#### 2ndヴィジュアルショー「ドラゴンキャッスル～竜宮城と人魚姫～」
2006年12月に麻布ディプラッツで開催。「人魚姫」がモチーフ。エンターテインナー役は林克治(カリカ／吉本興業)。

#### 3rdヴィジュアルショー「千夜一夜物語～月と砂漠と魔法のランプ～」
2008年2月にアサヒ・アートスクエアで開催。「アラビアンナイト」がモチーフ。エンターテインナー役は顔田顔彦(大人計画)。

#### DVD
2008年11月には同舞台が収録されたDVD「6%DOKIDOKIヴィジュアルショーDVD」が発売。なお、アップリンクファクトリーで開催されたDVD発売イベントにて、ヴィジュアルショーの原型となった、増田セバスチャン主催のパフォーマンスグループmamaの1993年の公演「PEANUTS」の映像が公開された。当時のエンターテインナー役は俳優の阿部サダヲ。その他、小園竜一など、現在も活躍している面々も参加していた。